# Issenhausen
Issenhausen je občina v departmaju Bas-Rhin francoske regije Alzacija.
Leta 1990 je v občini živelo 74 oseb oz. 35 oseb/km².